# 罗马管区

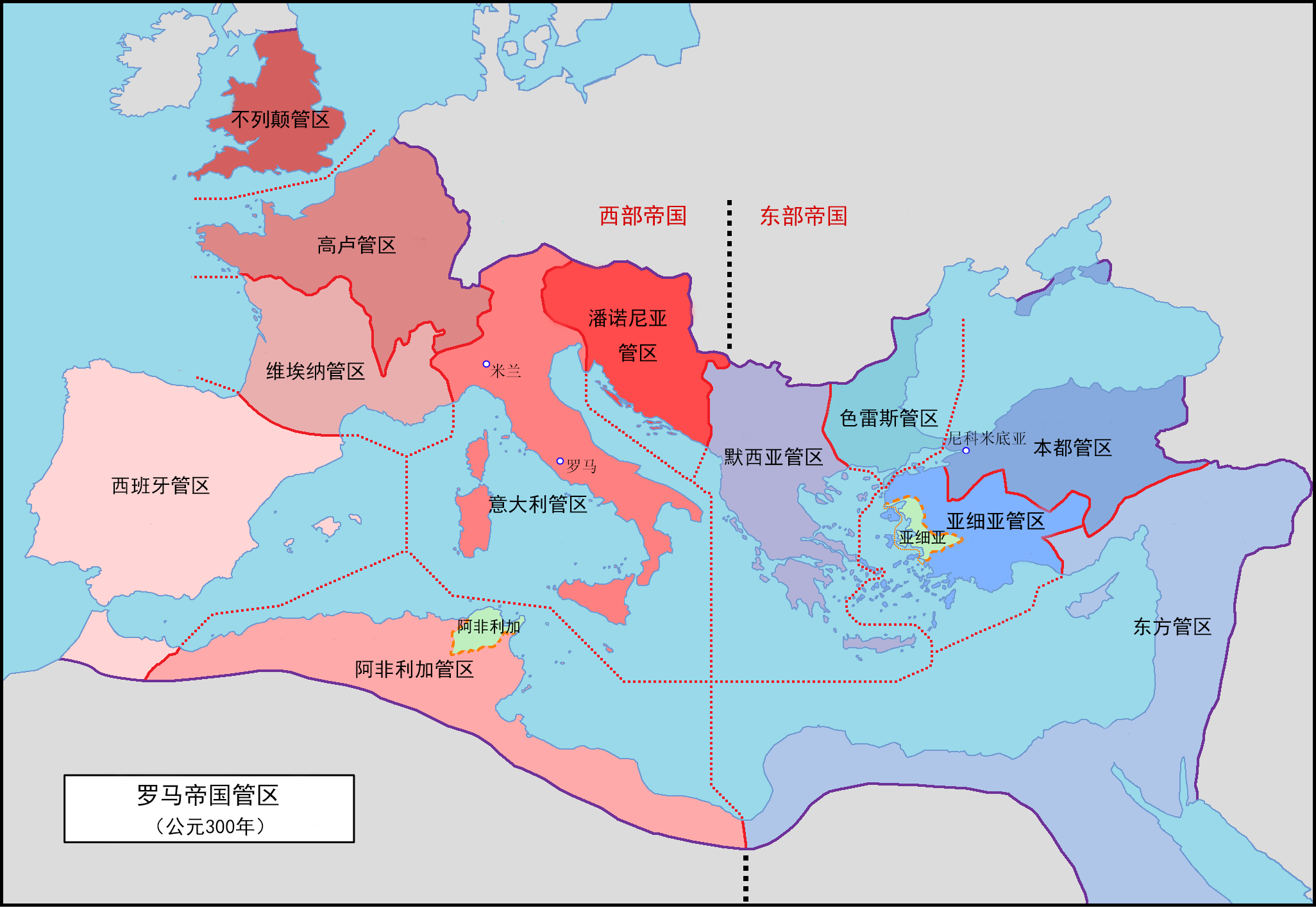
罗马帝国最初的管区由戴克里先皇帝 (284–305)创立

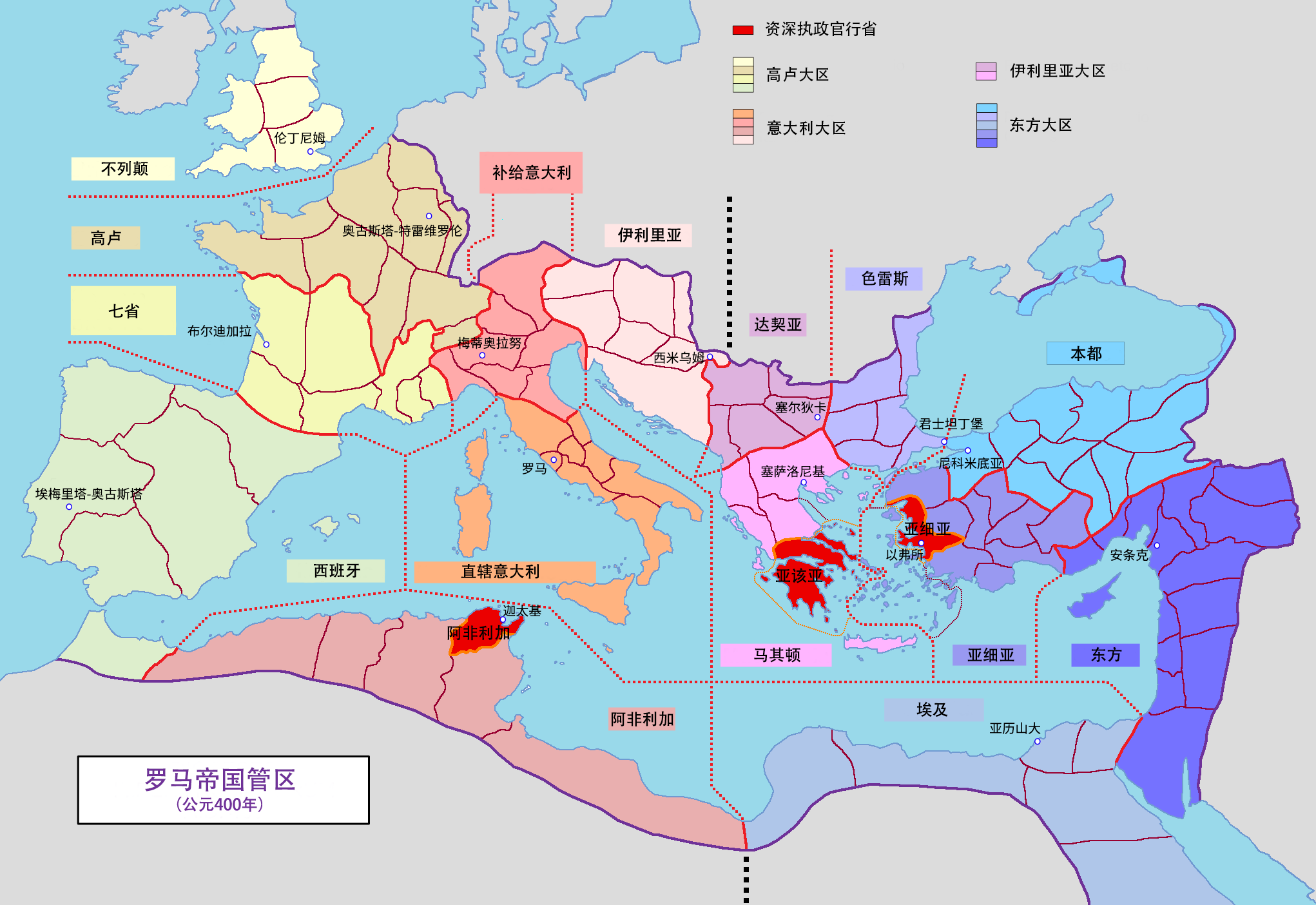
公元400年左右罗马帝国的管区

在公元284年至公元602年罗马帝国晚期，地方统治行政区被称为罗马管区或民事管区（拉丁語：dioecēsis，意为“行政”、“管理”、“审判”的省份）。管区由行省组成，其最高行政长官为近卫总长（简称总长，最初为禁卫军长官，后为近卫大区的最高行政长官，直接统治下辖的管区）派遣的代理官（Vicarius，由其替代或代表总长行事）。到380年，管区由最初的12个增加到14个（意大利管区的代理官驻地在罗马，管辖亚平宁半岛南部和周边岛屿；北部由总长直辖，通常驻地在米兰）。
民事管区不能与共和国和帝国初期行省下辖的早期司法辖区（judicial districts）混为一谈。管区建立于第一次四帝共治时期（293-305年），通常认为是297年或一些最近研究表明的313/314年，但不会晚于《维罗纳职官表》记载的公元314年6月，具体创立时间仍有争议。在三到四个属地化（成为行政区划）的近卫大区逐渐出现后，管区成为介于近卫大区和行省之间的二级行政区职能更为明显。但这些早期的大区在325年至330年（如5世纪晚期的历史学家佐西姆斯所宣称的）是否已经具备了行政性和领土性仍然是学术界争论的话题：早期的大区可能在4世纪40年代就已经在很多领域具备管理能力。最新一项研究报告指出在354年的近卫大区就已经明显的“行政区”化了。
管区代理官的主要工作是控制并监管行省总督并协调他们的政务活动。在大区中，一开始代理官就已经在司法职务（即对行省总督进行判决）上拥有较高的权威。自4世纪20年代后，君士坦丁一世将其权力扩大至原先独立的地方库务（Treasury，拉丁语Sacrae Largitiones，直译为最高书记处）和皇室财产（ Crown Estates）部门以及法律和财政上诉事务上。通过一系列改革，通过把代理官的职能交叉化和授予特别管辖权的方式，帝国统治者可以直接监管整个行政机构的运作，而不必干涉两大财政部门（库务部和皇室财产部）的日常运作。
尽管代理官是总长（prefects）的代理，但并不是在“所有的职能上”与上级长官保持一致。例如代理官的自由裁量权受到严格的限制，政策和监管制定权基本为零。虽然代理官“在某些司法事务中其从属程度尚不确定”，但其在大区属地化时就是总长的下属。 
在4世纪40年代初采取了另一项安全措施，作为内部管理手段（出于对部门内部自我监管的高度不信任）：任命行政总理（负责内政，行政监督和通信的大臣）的高级代理人，担任代理官，总长和三位资深执政官的两位（自4世纪30年代起行政总理就演变成仅次于近卫总长的政府第二大文职官员）的行政次长（heads of offices）。 “多重领导”（Dual，罗马政治概念，意为相同职位同时任命至少两位官员）的掌控模式构成了罗马官僚机构中广泛制衡机制的一部分，这是限制权力集中的一种古老做法。 
代理官、库务审计官（rationalis，即Sacrae Largitiones最高书记处长官）和皇室财产管理官（即magister和4世纪50年代后的rationalis）组成了管区的“领导”层。这三位官员职位与他们在帝国最高廷臣等级的上级长官相对应。这三位官员都会派驻于管区代理官所在的城市。总长通常直辖2-4个管区，由其下属代为管理，但依旧会配置库务和皇室财产的职员。自4世纪60年代中期的瓦伦提尼安王朝，特别是狄奥多西一世（379-395年）统治的帝国东部地区，伴随着最高廷臣级别的中央集权化，以管区为中心的政策逐渐被颠覆（正如它的早期演变方式）。
从4世纪末开始，尽管代理官在司法和财政方面的监管职责并未正式减少或改变，但在实际政务运作中被逐渐绕开，某些管区尤为如此。最高领导层的行政集权削弱了代理官的重要性。将大多数的实物付税转换为黄金付税后（西部在425年，东部在480年左右完成），简化了繁琐的税务征收和分配（而不是核算）体系，从而极大降低了代理官之前作为“财政警察”的重要作用。但各个管区衰亡速度并不相同，这是根据每个地区不同情况而改变：部分管区的重要性被削弱是因为4世纪末5世纪初大权在握的大区总长利用代理官来强化自己的权力，迫使他们从行省总督身上榨取更多的价值，同时地区财政收入通过大区总长的汇报被编入帝国国家预算的细目中，但从4世纪60年代中期开始，大区总长利用代理官的职权，通过密切的监督或直接干预库务部和皇室财产部的财政收入，侵犯他们的特权和独立性，直到5世纪40年代遭到强烈抵制才结束。
450年后，管区数量急转直下，西部的不列颠管区、西班牙管区、阿非利加管区和伊利里库姆管区已经消失，仅仅留存高卢管区和意大利管区南部。而库务部和皇室财产部的地方部门早已被削弱。尽管东部的七个管区（5个由代理官领导，2个由总长直辖）编制仍旧保持完好，但代理官在司法和财政事务的职责逐渐被“大区总长-行省总督”的两级行政体系取代，这是重新实行4世纪之前政策。即使如此，负责埃及富裕行省的代理官、在与波斯的战略边防方面具有关键职责的东方伯爵（东方管区长官的特殊头衔）、负责首都物资供的罗马城代理官，在6世纪依旧具有重要意义。查士丁尼一世于535年废除了东方大区下辖的东方管区、本都管区、亚细亚管区，539年废除了埃及管区，理由是这些管区已经濒临崩溃，毫无效率和腐败丛生，因而裁撤（此前阿纳斯塔修斯一世在500年废除了色雷斯管区）。然而查士丁尼在542年又重新授予第一叙利亚行省总督东方伯爵的头衔并掌管原东方管区北部，在548年又重建了本都管区：任命的代理官负责维护治安，为了处理行省之间流窜的匪徒，代理官还被赋予管辖士兵和官员的军事民事权利。废除达契亚管区和马其顿管区的日期不得而知，可能是7世纪左右。

## 民事管区

### 创立
早期所谓的“管区diocese”（διοίκησις，dioikesis，希腊语意为“行政”，引申为“省份”）是帝国东部希腊语境下的“行政单位”之意。“管区diocese”一词在当时表示征税区，后来适用于征税区所辖领土。直到公元三世纪，该词汇才指代行政改革下的被分割的大型省份。但这些都不是传统意义上在公元297年（尽管最新研究已将该日期追溯至314年）戴克里先皇帝创立的民事管区的前身，具体创立民事管区的时间在近百年来一直是学者们争议的话题。
管区代理官的模式可能源于主动或被动作的作为代近卫总长行事（agens vices praefectorum praetorio），在近卫总长不在罗马时被任命指挥禁卫军，这一做法始于193-235年的塞维鲁王朝。在三世纪最后的十年里，至少可以看到4位代理官在北非、埃及和安纳托利亚的行省中执行特殊任务。
代理官一开始主要是管理“财政”区域官员、库务部（Res Summa或Res Sumarum）的审计官（rationales）和皇室财产部（Res Privata）的管理官（magistri）所对应的司法和行政事务。在325-329年又以各种方式为其增加了财政职责。
地方上的“财政”管区首次出现于戴克里先统治的第二年286年。他们由库务部门的审计官（rationales）领导。这可能是后来民事管区模式的原型。管区代理官的模式也可能早就存在于埃及、昔兰尼加和克里特地方上的财政区，即库务部（Res Summa）和皇室财产部（Res Privata），后在286年起被戴克里先在全国范围内推行。
尽管为了提升效率和方便管控，行省数量从3世纪90年代的47个增加到305年的100个，但行省仍然是主要的行政单位。然而属地化的民事管区（时间在297至313、314年之间）的创立，预示着帝国在治理方式上发生的重大而谨慎的革新，尤其是君士坦丁王朝（312-363年）所热衷的“地区集权化”。政府政策转向地方主义并不是突然出现的，这可能是自马可·奥勒留起需要皇帝常驻于边疆并巡视，统治中心逐渐远离罗马城的结果。伴随君士坦丁一世在325-329年对主要廷臣（palatine）部门的合理化和削弱总长的职责，地区化政策初见成效。这些变化使得代理官比之前更能有效的控制管区的行政部门，特别是财政方面，打破了库务部审计官的利益垄断。

#### 戴克里先改革与区域财政单位的出现
在287年，罗马帝国的行政和税款核定体系的基础部门在超过三个多世纪的不断调整后仍然行之有效，但戴克里先对其进行了部分重组。改革包括一系列全国性范围的地方人口普查作为国家财政修补和稳定计划的一部分。过去的50年里帝国一直面临外敌入侵、僭主篡位和经济衰退的威胁，这危及到了帝国的统一和存亡。财政改革的结果之一就是首次出现了现代意义上的正式预算（可调税率和任何修改预算的方法在过去元首制时期僵化的财政体制之下是不可能实现的）。在293-298年第一次四帝共治（293-305年）统治下还采取了其他的改革措施：将铸币厂迁移至军队大规模集中的地点；尝试集中司法行政权于行省总督（而不是交给他们的法律助手：下级法官iudices pedanei）；持续进行分离行省总督的军事指挥权（最终在君士坦丁一世统治初级完成，此后所有的行省总督，包括总长、代理官和资深执政官，都成为了纯粹的文职官员）；为了便于统治和管理整个帝国，戴克里先首创了四帝共治制（有两位正帝”奥古斯都“各统治半个帝国，各配置一名副帝“凯撒”，同时辅以一位总长；副帝凯撒则没有）。
戴克里先在284年将行省数量增加到47个，以加强中央政府的控制，使得地方征税更加容易，让行省总督在人口较少的行省里有更充足的时间履行职责。到戴克里先统治末期行省数量增加到了104个。这些行省分别被划分到12个管区下（这一过程可能是在戴克里先统治末期而不是之后完成的。根据《维罗纳职官表》记载，意大利管区有两位代理官）。根据大约在395年出版的《百官志》记载：到327年，默西亚管区一分为二（北部的达契亚管区和南部的马其顿管区）：在370或380年，从东方管区中分出埃及管区，管区数量从12个增加到了14个。意大利管区也被一分为二（北部的补给意大利管区和南部的直辖意大利管区）：代理官驻扎在罗马时意大利大区总长通常在米兰，而当总长移驻到潘诺尼亚管区的锡米乌姆时代理官则驻扎于米兰。高卢管区的特里尔一直是高卢大区总长的驻地，后迁移至阿尔勒。君士坦丁堡（359年才被正式定为第二首都）自330年亦或是395年（337-380年，皇帝仅驻扎在君士坦丁堡11年）起就一直是东方大区的首府。按下辖行省数量（不是管区面积）来算，最大的管区是东方管区，下辖16个行省；最小的管区是不列颠管区，仅下辖4个行省。改革的另一个结果就是帝国官僚机构规模的猛增，其职员专业化程度也大大提高，几乎全由领取俸禄的自由民担任。当然按照现代标准，帝国官僚规模依旧很小，5000万到6000万人口中仅有三到四万官员（不包括皇室财产部在地方上的管理人员）。

#### 君士坦丁改革
君士坦丁一世成为全罗马唯一皇帝后于324年11月着手进行帝国行政部门的重组和部分合理化改革。过去政府行政高级部门的各种权限在某些情况下十分混乱。而改革使得行政部部门更加专业化、职责更加明确。改革的焦点集中于总长一职。到3世纪晚期，总长就成为了皇帝的副手，类似副统帅“大维齐尔”，在325年三位总长的职权已经十分庞大。君士坦丁在312年击败马克森提乌斯后就撤销了总长的现役军队指挥权：从此总长成为纯粹的文职官员（但是仍然对军队的行政工作负责，特别后勤和征兵）。尽管如此，总长依旧可以身着象征帝国紫色的军人长袍，这是唯一被允许的官员（因而主事也有幸能够穿上军事长袍）。
戴克里先早期特设了一项公共服务项目（liturgy）“年度军事税Annona Militaris”，从塞维鲁王朝就开始在地方征收用于军队的供应补给（这本应该是用于地方）并将其运输到军队，现在明确的将其纳入政府预算中正税的一部分。这项税收完全由总长管控（其后也由代理官监管）。君士坦丁将财政部门的权力一分为三，分别授予近卫总长府、最高书记处（Sacrae Largitiones，前身是最高财政部Summae Res，319年起为书记处）和皇室财产部（Res Privata）各自下属的财政部门（为了保持三大部门等级地位的一致，其财政账目彼此独立，这造成了不小的麻烦）。君士坦丁也批准了后两个部门的独立性，同时解除了总长对行政总理（Magister Officiorum）的管辖权力。近卫总长还负责宫廷行政部门、皇帝秘书处（通讯安保事务的代理部门）以及在名义上担任皇帝卫队的指挥官。作为帝国中央集权化和对其个人总长人选能力考察的一部分，由皇帝亲自任命这位负责帝国行政监管的官员。
君士坦丁于325-329年（确切的时间仍待商榷）期间创立的“属地化”近卫大区作为最高行政区是整个改革的重要组成部分，此前管区一直作为最大的领土治理单位。早期的大区可能像管区一样没有明确的边界，但是从4世纪40年代君士坦丁一世的儿子继统治下，大区的控制“范围”也变得更加固定。每个大区都设有一名手握大权的近卫总长，这是皇帝之下最有权势的官员。从318年起设有3位总长，在331年则证实有4位近卫总长（分别在高卢、意大利、伊利里库姆和君士坦丁一世新增的君士坦丁堡；在335-337年还短暂设立了第五位近卫总长在阿非利加）。此后近卫大区数量一直在三个（高卢大区、意大利-阿非利加大区、东方大区）到四个（伊利里库姆大区）之间变化，直至395年固定为四个。总长直辖其驻地所在的管区；剩余管区由作为近卫总长助手的代理官管理，它们享用了总长的部分权威。
皇帝还解除了最高书记处参与任何关于征收和分配非货币化的实物付税、运营国家邮驿局（cursus publicus，此后其运营和维护移交至近卫大区政府）。325年之前最高书记处在地方的审计官（rationales）经常在征税方面协助皇室财产部的下级主管，并运营国家邮驿局。此后最高书记处的职责仅限于监管大量的金银税财政收入的征收和分配，以及运营国营兵工厂、铁厂、铸币厂和管理军服制造、没收非法财物。330年最后的最高书记处下辖的行省财政官被撤销，他们大部分的税收职权都移交给其所属行省的总督。作为代替，最高书记处的地方审计官每年会派遣其代理人监督行省总督涉及到缴纳给库务部门的税款事务（另外近卫大区和皇室财产部越来越多的效仿这种方法作为中央机构实施掌控的手段：设置代理人监管下级机关，而不仅仅只是依赖常设的地方和行省公务人员）。
皇帝在近卫大区政府、最高书记处和皇室财产部三者之间的职责合理化后，确保近卫总长和代理官能够监督甚至如有必要直接监管另两个财政部门，而不会在一定程度上干涉他们的日常工作，他们的财政收入也依旧由国库而不是大区政府拨付。327-328年间，君士坦丁一世将最高书记处（征收用货币支付税款的帝国财政部）和皇室财产部（皇帝的私人财产，即皇室财产，其收益由皇室财产部保留而不是交予皇帝本人或其家族）的财政债务案件上诉权交予代理官、近卫总长和资深执政官的法庭，因为自从近卫总长成为财政首长后，其主持编制的年度普遍性预算以管区为基础作为所有部门的财政核定区域，所以应该向其法院上诉。但案件的一审仍交由最高书记处和皇室财产部的行政法庭。但是总长的二次财政上诉审理权这个额外的监管手段并不允许大区政府干涉最高书记处和皇室财产部的日常工作，它们仍是由各自高级审计官掌控的独立部门。审计官往往由侍从（comites）或皇帝的亲信来担任，直接向皇帝汇报工作。
改革迫使最高书记处和皇室财产部的职责和监管活动范围的缩小，但这也正是代理官对管区行政方面获得的权力。不过代理官与最高书记处和皇室财产部的审计官依旧组成了一个地方官员的三人委员会进行密切的工作，除了在少数管区外，他们的办公场所都相距很近，这促进了合作并提高了效率。这一变化的标志就是在326年将管区代理官从骑士阶级第二等级的“最佳者”提升到元老最低等级的“闻名者”，而财政部门的同级官员至少在之后的40多年仍然只是骑士阶级（埃及行省的审计官除外）。
代理官在其管理的行政中枢里还有其他的事务。在刑事和民事审判方面，代理官掌控了管区的公务人员（最终掌控了行省）；控制了最高书记处、皇室财产部处理民事和刑事事务的权力（最高书记处的财政部门采取的任何可能影响到行省人口的措施都必须事先获得皇帝或大区总长的批准，然后通知代理官和行省总督后才可实行）。直到355年指控军人犯有刑事和民事罪行的案件由代理官法庭移交给大区法院审理（但自355年起刑事案件被告军人和413年起民事案件被告军人需在军事法庭受审）。
经过325-329年改革后，近卫总长仍是最高级别官员；是财政和大区政府首脑；也是首席法官（除皇帝外，他们可以做出最终裁决）；还是军需长官（掌管供给和后勤也是文官控制军队的一种手段）。不过总长不在是国家行政首脑，他们不得不与库务大臣、皇室财产大臣、帝国首席法务顾问、行政总理和帝国议会（imperial consistory）的四位最高将军共享核心权利。总长在职权范围外没有任何权利，他们再也不能无可置疑的控制着帝国政府。然而总长拥有了征税和国家经常性财政支出上的职责，正如之前代理官在财政职责上所反应出的变动，总长接收了代理官和总督的绝大多数的财政报告。
从330年起，代理官拥有更大的权威（还被授予元老头衔），达到全盛时期并一直持续到5世纪初。但从330年左右的情况来看，“管区”一词才被唯一用于代理官行政区而不是最高书记处和皇室财产部的辖区开始。管区作为大区和行省之间的中间层级发挥的作用更为明显，但其官员权力等级制度并没有以严格的垂直式结构发挥着作用：行省总督以及其他高级民事和军事官员可以直接联系近卫总长或皇帝，反之亦然。尽管创立了属地化的大区，但在君士坦丁王朝（312-363年）的行政策略是地区集权化，即以管区为核心。这一政策直到4世纪70年代才逐渐改变。然而在385年发生了一个极小但是具有标志性的改变：从行省和地区法院一直到廷臣首脑，时隔55年后再次被允许审判最高书记处和皇室财产部的财政债务上诉案。这也表明进一步的集权化其实牺牲了代理官的权力（以前此类案件应交由代理官）。

### 组织结构和职责
全帝国庞大的政府官员大部分位于125个行省、15个管区的首府和两个首都之中。其他地区的大多数平民很少能接触到帝国官员，除非官员从驻地被派遣去执行特殊任务，例如财政周期内的经常性预定巡视或者总督建立全省范围内的巡回法庭（所以总督必须亲自到各地进行巡回审判）。
管区是大型地区的司法区。代理官是主要的上诉法官，通常管理其辖区内的首次上诉案件。二次司法上诉则需经其同意后由法院向皇帝提出。如果被代理官驳回上诉，则交由大区总长终裁。在查士丁尼一世统治之前，这一直都是官方有记载的上诉程序（“more appellationum”），但实际上这一程序从4世纪60年代开始就被规避，并在5世纪规避上诉的案件越来越多。这是因为帝国政府难以控制上诉数量，上诉程序完全是自动进行的：代理官具有初审管辖权，初审的职权赋予他们能在发生违规和贪污时拥有干涉的权力。除非上诉，否则不能推翻下级法院的决定，如果他们拒绝上诉，就会被移送至最近的总长处理。于是诉讼当事人纷纷试图绕开代理官和其他具有上诉管辖权官员，诸如城监（city prefects），避开省级和小型法院而把案件直接交给大区总长和皇帝，希望他们基于”协商“程序（“more consultationum”）给予终审判决。这一行为使皇帝和高级官员颇为苦恼，因为代理官在管区监管权上负有非常重要的行政责任，他们是除了两都及周边区域和总长直辖管区之外，在管区内唯一具有上诉管辖权的官员，而现在他们形同虚设。
管区也是帝国最大的财政区，近卫总长过去常以此为依据编制帝国全面性预算。管区确保公共服务项目（liturgies/munera）能得到适当分配；管区的公务人员负责调查税务欺诈案件和税务审计工作、复审财政报告并将其汇编至大区财政报告。可以看到大区的财政部门也是通过管区的财政干事组建的，这也表明了管区的重要性。通讯官（cura epistolarum）和高级会计官（numerarii）进一步被划分到各行省的相关部门，统一由审计官（tractatores）领导。司法部门则比财政部门级别要高。尽管每个大区都有自己的中央财政部门（arca），但是反而没有诸如管区一级的最高书记处（SL）之类的地方库务和储备部门。代理官同时还作为军队供应和后勤事务（实际由最高书记处和军队的长官和官员办理）的地方监督官员，他们被要求在战争或和平时期，如果军队的人员和物资需要跨越行省，则需进行监督。
代理官一职代表着荣耀（“dignitas”）。代理官并不是像其下属官员一样的技术官僚，下属技术官僚中的高级官员会负责管理本部门并负责行政对接事务。代理官的任期很少会超过一年，但是有些代理官总共会任职两到三个管区。大部分代理官都是中上层平民或者贵族，其中大多数都担任过行省总督（任期一年），更早前则有过数年作为行省总督或更高级官员下属的司法或财务公务人员的经验。在一个注重地位的等级社会中，较短的任期意味着能开放尽可能多的职位，供适任者履职。代理官往往代表总长和皇帝对管区行使监督控制权：协调行省行政并管辖总督，规范法院，保障总督的税收和合理分配，保证总督制定的公务服务项目能合理分配，为国防和战备工作提供后勤保障，处理大量来自民事和军事的公文供政府高层使用。代理官在人口数量两百万到一千两百万人口的辖区中有300名左右的下属公务人员（东方管区则有600名），这些公务人员分为司法/行政和财政人员，处理政府收集的信息特别是财政相关的以供更高级别的行政廷臣使用（也可减轻皇帝和总长在司法事务上的负担）。
代理官对于一般民众而言难以触及。代理官只负责监督总督本人，而不需监管行省行政事务。除非被要求干涉，他们的职责就会转变为对行省政府的全面管控，监督并约束其行为。相比之下，总督的职责压力则十分巨大，总督必须严格按照相关规定来管理其下属的百名职员。代理官是帝国行政系统的基础，他们负责帝国的基层行政，管理着城市政府、成千上万的市政官员、镇议员和其他公务人员。从三世纪中叶开始，代理官有更多职责为帝国政府和其所在的城市政府执行更多的任务和公共服务项目（以前大部分是自愿行为而非强制）。皇帝于是诱导市议会的成员，只要他们恪尽职守，就能为其提供在帝国行政部门工作的机会，从而被允许摆脱履行公共服务的职责（过去城市公共服务开支由富人们捐赠，三世纪后被强制分摊到市议员身上）。
尽管代理官是管区内最重要的司法财政官员，但是他们的管理权力受到限制。代理官并非政策制定者而是政策执行者，他们无权改变正税和附加税的需求量、税率，核算、划拨、减免或新增的政策。限制代理官的自由裁量权以防止政策的偏离和贪污腐败，确保政策能够充分执行。同时按照罗马传统将同一职权分给两个及以上的官员（共治Collegiality），这也是中央控制地方官员的措施。但从另一方面来看，最高层垄断决策权也是一把双刃剑：一方面促使政策和政令被严格遵循；但另一方面也加剧了帝国行政体系的混乱，随时面临行政瘫痪的风险。即使是最简单的问题，也必须请求皇帝及其亲信和高级官员提出澄清说明（以此避免地方官员独断专行）。

### 代理官、近卫总长和行政总理
从4世纪40年代初期开始，中央政府为了更好的管控代理官，每个大区和管区以及二到三个资深执政官行政区（proconsulates，亚该亚行政区、阿非利加行政区，有时还包括亚细亚行政区）都设有行政官员（princeps officii）作为行政总理（“magister officiorum”）的高级代理人（政府代理官agens in rebus）。于是政府代理官和事务官（men of affairs）开始作为通讯官员。在此过程中，他们为各个政府部门服务，这也使他们获得了广泛的帝国行政和法律的经验和知识。
设立政府代理官使得皇帝在行政部门高层有了“监察人”，正如代理官为总长监督管行省。行政次长直接向行政总理和大区里他们名义上的直属领导汇报工作。通过这种方式，行政总理得到一项额外的控制手段来管理所有的总长、代理官和两到三位资深执政官。行政次长的工作是人事而非文员，且不受代理官管辖，下设四位常置官员，同时还有私人秘书。
行政总理（magister officiorum）的职位原为新禁卫军（Scholarian），君士坦丁一世解散旧禁卫军（Praetorian Guard/cohortes praetoriae）后建立的精锐卫队）中护民官头衔的指挥官，是底层军事文官。君士坦丁一世在312-313年间将其改为护民官头衔的帝国书记长（head of the imperial secretariats）。而总理（“magister”，正式头衔全称：行政总理兼护民官“tribunus et magister officiorum”）的附加头衔则是319年首次出现。皇帝还任命行政总理掌管负责帝国信使团，由骑兵组成的政府代理官（agentes in rebus）。君士坦丁一世在325-326年间解除了总长对行政总理的全面控制，与此同时还为皇帝的亲信设立了伯爵头衔。此后总理成为负责国安、行政监督和通信的大臣。
至此总理（或历代皇帝设立一位总理后）成为皇帝的首席行政助手和监察人。尽管帝国高级文官和武官可以通过行政总理（MO）直接联系皇帝（总理并不值得去封锁信息来源），但是各部门（大区、最高书记处和皇室财产部）的例行公事直接对接总理下属的各个办公室。如果需要，无论公文在何处，都能交给行政总理和隶属皇宫的秘书处。这给予了总理管控总长，代理官和两到三位资深执政官的手段，这也是交叉职能式行政模式另一个案例，目的在于增强政府的监视，安全和控制的能力。
行政次长（princeps officii）直接向行政总理和大区的上司汇报工作，并向总理作机密汇报。行政次长负责审查所有进出行政部门的公务和被签署的公文。总长和代理官的下属离开办公室后不得执行任何公务；未经行政次长的批准和命令，不得提起法律诉讼。如果管区行政次长是一位经验丰富且谨慎的官僚，那么可能在实际上会加强代理官的权威（行政次长会和代理官沆瀣一气）。这些部门之间职能相互交叉是罗马行政常见的规则，也正因如此，代理官、最高书记处和皇室财产部的审计官以及行政次长共同在管区权力体系中形成了三足鼎立的局面。
行政部门的交叉和三足鼎立的模式在政府体系中无处不在，一直延续到县市一级。这就是一种相互制衡的政策，旨在促进责任制，提升办事和信息收集的能力，扩大失职处罚范围，限制官员自主权，强制进行跨部门的执法监察（部门内部的自我监察并不可信），将各个政府部门整合成三个等级，强化政府的安全性和中央控制力度。但这也造成了政府处理事务时间冗长，与地方通信缓慢，缺乏有效措施来储存和检索政府所需的资料。同时也在财政方面建立复杂的审查体系以阻止拖延税收、投机行为以及非法的回扣和税务减免。

### 管区的衰亡
在4世纪最后的几十年里，随着大区作为行政权力机关的崛起，管区的重要性逐渐降低。瓦伦提尼安一世和狄奥多西一世从4世纪60年代中期开始转向廷臣级别集权化的政策。更大的自由裁量权让总长能够改变一些公务，例如改变税款的需求量、利用高级代理官员直接管理行省等。但这样的做法是否真够提高效率仍然值得怀疑，这可能只会给予代理官宽泛的职权和自由裁量权。无论如何，管区逐渐缓慢的衰亡但又时断时续，因为有时中央行政部门需要它来获取总督实际的工作情况并监督地方行政部门。同时代理官掌控着税收事务的监督权，于是总长也利用代理官来侵占最高书记处和皇室财产部的职权。尽管代理官的职责从未被正式废除，但实际上许多事务直接绕开了他们。在帝国西部，伴随着西部罗马当局的权威和管辖权力的衰减，管区在477年彻底消失（此时高卢大区在普罗旺斯最后的领地被西哥特人攻占，帝国北方残余的苏瓦松政权不隶属于任何大区和管区），只有罗马城的代理官职务一直延续到535年东部帝国光复意大利及之后（此时代理官已经只是礼仪性的虚位闲职）。东哥特王国（491-536年）的狄奥多里克大帝在征服高卢普罗旺斯地区后重新建立了一个由代理官领导的“残余”大区（507-536年），直到536年被法兰克吞并。在帝国东部，虽然管区依旧存在，但代理官的法庭已经很少召开，而大部分的财政职责也被削弱和简化。过去代理官主要的职责就是征收繁琐的实物付税，但后来越来越多的转向用黄金付税，最终西部在425年完成付税方式转换，东部则在5世纪末基本完成。然而这些改变措施并没能简化税收的计算，但确实使得征税变得更加容易，这也让原本有着重要作用的管区越来越无足轻重。根据查士丁尼法典第10章23条3-4款记载的468年东部皇帝利奥一世的敕令，管区需确保最高书记处从行省总督收缴的税款不会被挪用到大区政府，但是允许大区政府建立庞大的黄金储备，这是过去的税收制度中所没有的。440年之后管区制度发生了显著的变化，标志着帝国行政区划制度逐步回归到前管区时代，即大区-行省两级行政区统治，管区则越来越显得多余。到查士丁尼一世时认为管区几乎毫无作用，而更愿意增加行省总督的权威和俸禄。于是作为6世纪30年代进行的庞大政府改革的一部分，在535年和538年废除了大部分的管区。这一改革措施也被推广到了新光复的意大利和非洲地区（533年）。尽管在554年查士丁尼皇帝颁布的《国事诏书》中保留了罗马城的代理官并恢复了意大利代理官，作为安抚元老院贵族成员的手段。然而在568年伦巴底人入侵之后的二十年里，意大利的行政体制荡然无存。管区是帝国国内政局稳定且不受外敌侵犯的条件下建立的，其主要任务之一就是保障帝国的职业军队的供给与后勤。然而5世纪起大量日耳曼部族迁徙至西部帝国境内后局势动荡，而没有常备军支持，地方也就不在需要高级的行政组织结构，这就造成了管区体制的衰亡，并终结了意大利地区以外行省级别之上的帝国行政体制。

在东部罗马帝国，希腊语占主导地位，通常使用希腊术语总督督主教（ἔξαρχος）来称呼代理官Vicarius。

## 教会教区
公元313年君士坦丁一世和李锡尼共同颁布米兰敕令，承认了基督教的合法地位后，教会很快按照罗马民事行政体制组建了自己的区划体制。但是教会采用“教区diocese”一词来称呼主教管辖的区域单位，其区域大致只是相当于行省大小。它也并不是指代一个地区，而是作为民事行政机构。因为主教数量多于行省数量，所以教会教区一般比民事管区小得多。随着基督教组织的发展，教会的地区单位又发展出了大主教区（archdiocese）。到5至8世纪，随着西部罗马帝国陨落，旧的世俗行政结构开始动摇，主教们开始为后继的日耳曼王国的统治者们提供额外的行政管理。罗马元老院贵族依然如故。其社会地位与之前在帝国政府担任的职位相关，依旧在地方政府担当要职，补足了教会管理剩余的真空地带，他们直到6世纪才彻底消失。帝国旧贵族体系彻底崩溃后，许多原贵族被吸纳到教会中，一些权力从世俗官员转移到了宗教领袖上，这是教会和国家紧密结合的必然结果，也被称为政教合一，但皇帝、国王和公爵们依旧凌驾于教会之上。在罗马民事管区消亡前，教会的区域管理体系和管辖权基本上与其保持一致。
一千年之后，奥斯曼帝国征服东部罗马帝国后也有一个类似的过程（详见奥斯曼帝国的基督教和犹太教）。原来的基督教主教被吸纳到新帝国的政治体系中（米利特制度），最后残存的罗马文明体制被彻底扫除。虽然古代的教区逐渐被细分，但是直到现代，其边界依旧和早已消失的罗马行政区划保持一致。

## 司法辖区
在古罗马。“diocese”可以描述司法裁判官的管辖范围，实际上是法院辖区。这个术语来源于当时罗马在亚洲设立的大型资深执政官行省下的行政安排。这种辖区是行省下辖的一个分区，以该地首要城市命名，总督在其任期内必须到每个辖区审理案件（进行巡回审判）。司法辖区的形式最早在西塞罗时代就已存在，他在一封信上提到了奇里乞亚行省新增了三个司法辖区（喀彼拉、阿帕墨亚和辛那达）。后来“辖区diocese”一词也被用于帝国西部的行省中，例如在阿非利加行省，该行省的“辖区diocese”是指行省资深执政官下属的司令官（legate）统治的区域。因为元首制时期（公元前27年-公元284年）的大型行省的资深执政官在任期内（一般是一年）难以走遍整个行省，于是不得不频繁的指派司令官代为进行巡回审判。直到加里恩努斯统治时期，皇帝有时会直接任命元老院行省的资深执政官而不是像亚细亚行省和阿非利加行省那样进行行政改组。皇帝通常任命这些资深执政官时还会伴随着派遣纠察官到大型行省划分的“辖区diocese”中。这里的“辖区diocese”并不能和近卫总长下属的代理官统治的“管区diocese”混淆。
“diocese”一词还指代城市中市法官具有管辖权的区域领土。“diocese”的希腊语“dioikesis（διοίκησις）”在此语境下应该对应拉丁术语“市辖区regio”。

## 资料来源
- Ostrogorsky, George. . Oxford: Basil Blackwell. 1956  [2020-06-20]. （原始内容存档于2021-03-07）.
- Meyendorff, John. . The Church in history 2. Crestwood, NY: St. Vladimir's Seminary Press. 1989  [2020-06-20]. （原始内容存档于2019-05-14）.